# Мусін Василь Петрович
Васи́ль Петро́вич Му́сін (1914—1944) — лейтенант Червоної Армії, учасник німецько-радянської війни, Герой Радянського Союзу.

## Життєпис
В. П. Мусін народився в 1914 році у родині селян-українців в селі Білозерське сучасного Юр'ївського району Дніпропетровської області. Закінчив 7-річну школу, виїхав працювати в Єнакієве (де проживала його старша сестра Феодосія та працював свого часу батько на шахті «Юнком») на шахті. 1929-го помирає батько, Василя підтримувала старша сестра Анастасія. Згодом закінчив школу фабрично-заводського учнівства — скерувало керівництво шахти «Юний комунар» — та технікум в Одесі. Працював в Одеській області заступником директора дитячого будинку у Благоєвому. Закінчив історичний факультет Одеського педагогічного інституту.
З червня 1941 року — у лавах Червоної Армії. Проводжали усім дитбудинком. Брав участь у боях німецько-радянської війни, двічі був поранений — в серпні та грудні 1941-го. Липнем 1942 року закінчив Орджонікідзевське вище загальновійськове командне училище. При обороні Сталінграда в жовтні 1942-го зазнав контузії. Протягом листопада 1942 — листопада 1943 років служив в тилових частинах, згодом — у діючій армії. Березнем 1944-го зазнав важкого поранення, по видужанні з травня по жовтень 1944-го служив в тилових частинах.
До листопада 1944 року Василь Мусін командував взводом автоматників 211-го стрілецького полку 73-ї стрілецької дивізії 64-го стрілецького корпусу, 57-ма армія 3-го Українського фронту.
Під час боїв в Югославії взвод Василя Мусіна 26-28 листопада 1944 року брав участь у боях на плацдармі поблизу міста Белі Манастір (правий берег Дуная, сучасна Хорватія). Під час тих боїв ліквідував 2 вогневі точки, брав активну участь у захопленні важливого перехрестя доріг. Після того, як командир роти вибув із строю, Мусін замінив його та успішно організував оборону, було відбито 5 атак. Сам Василь Мусін загинув, було ліквідовано 50 військовиків противника.
Похований в братській могилі у місті Белі Манастір.

## Нагороди
- Герой Радянського Союзу (24 березня 1945, посмертно)
- орден Леніна (посмертно)
- медаль «За оборону Сталінграда»

## Вшанування пам'яті
- Ім'ям В. П. Мусіна в м. Одесі названо провулок.
- На головному корпусі Південноукраїнського педагогічного університету імені К. Д. Ушинського відкрито меморіальну дошку випускникам-Героям Радянського Союзу Анатолію Коваленку, Володимиру Моргуненку та Василю Мусіну,